# PDP-12

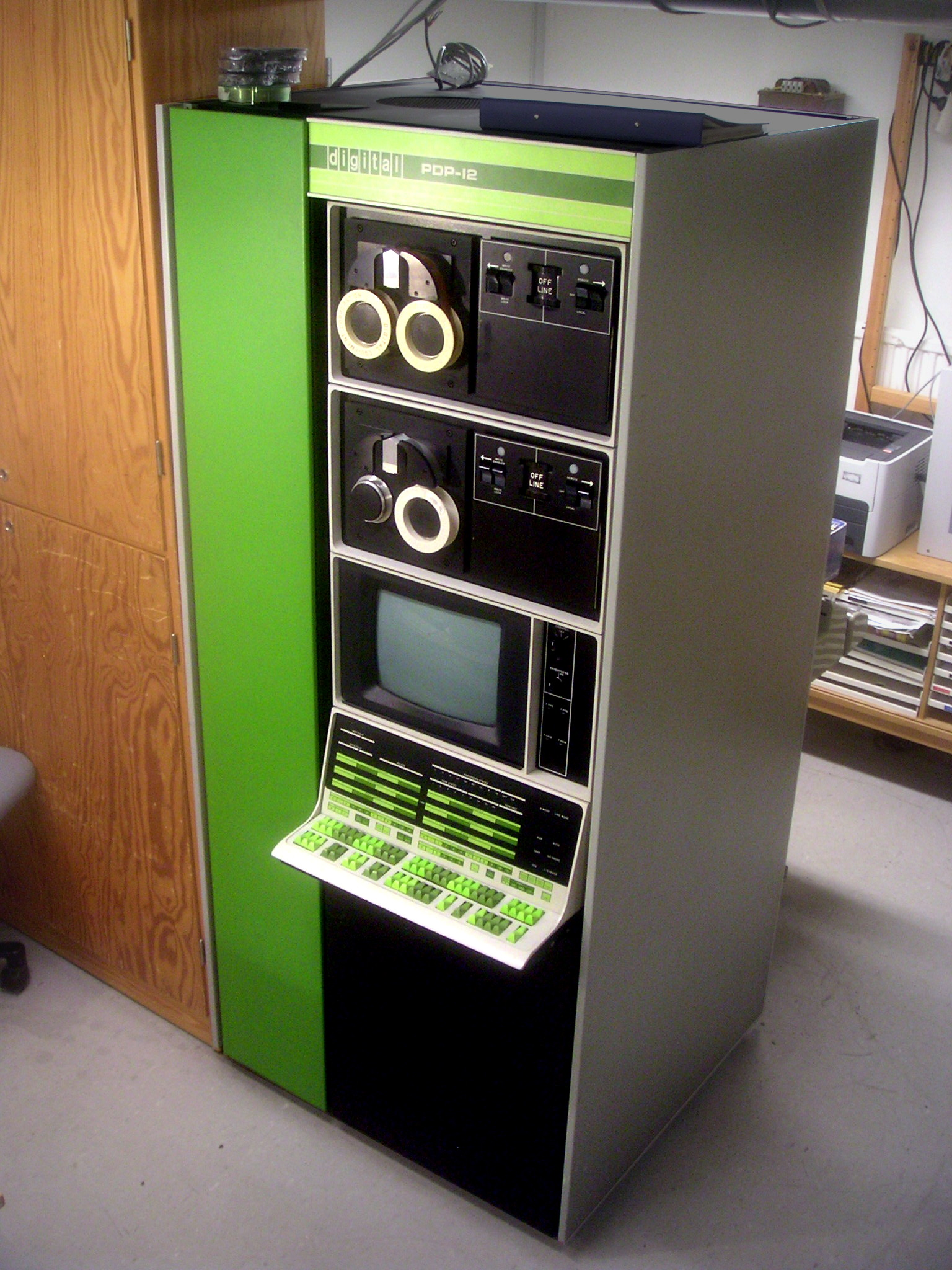
PDP-12

Le PDP-12 est un mini-ordinateur de la société Digital Equipment produit à partir de l'année 1969.
Sa taille de mots était de 12 bits.
Il a été conçu pour succéder au LINC-8 avec lequel il était compatible.